# سیدی بدهاج
سیدی بدهاج (به فرانسوی: Sidi Badhaj) یک شهرک در مراکش است که در استان حوز واقع شده‌است. سیدی بدهاج ۶٬۵۴۰ نفر جمعیت دارد.